# Intracellulaire vloeistof
Intracellulaire vloeistof (intracellular fluid, ICF) is de lichaamsvloeistof die zich in de cellen bevindt. Deze vloeistof bestaat voornamelijk uit intracellulair water (ICW) en minerale zouten, en kan ook gedefinieerd worden als het cytosol zonder het cytoskelet.
Extracellulaire vloeistof (ECF) is de lichaamsvloeistof die zich buiten de weefselcellen bevindt. Extra-cellulaire ('buiten de cellen') vloeistof kan worden onderverdeeld in intercellulaire- ('tussen de cellen') of weefsel-vloeistof enerzijds, en 'intra-vasculaire' (binnen de bloedvaten) vloeistof of  bloedplasma, het vloeibare deel van bloed, anderzijds. 